# Levi Casey
Levi Casey   (Vienna, 19 d'octubre de 1904 - Costa Mesa, 1 d'abril de 1983) va ser un atleta estatunidenc, especialista en el triple salt, que va competir durant les dècades de 1920 i 1930.
El 1928 va prendre part en els Jocs Olímpics d'Amsterdam, on guanyà la medalla de plata en la prova del triple salt del programa d'atletisme.
A nivell nacional guanyà els títols de l'AAU de 1926, 1927, 1928 1930.

## Millors marques
- Triple salt. 15,18 m (1930)[1][2]